# Бренц (река)
Бренц (нем. Brenz) — река в Германии, протекающая в землях Баден-Вюртемберг и Бавария. Левый приток Дуная, берёт начало из родника у города Кёнигсбронн и впадает в Дунай около Лауингена. Речной индекс 1172. Длина реки — 51,63 км. Площадь её бассейна 876,10 км².